# جدول ویژگی‌های فیزیکی زمین
این جدول دربردارندهٔ جدول‌های مربوط به ساختار و سازهٔ زمین است.

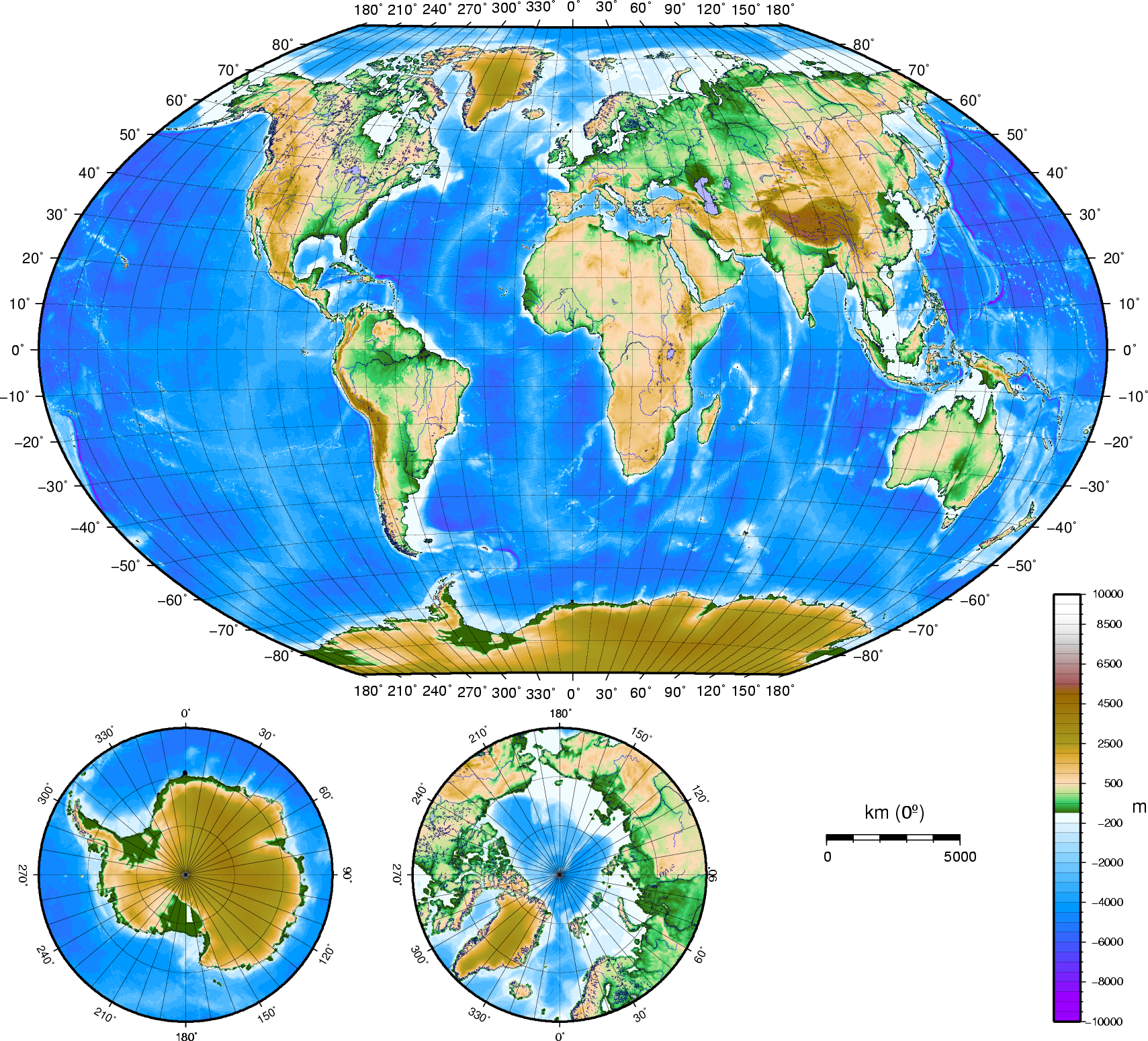
جهان

## ویژگی‌های ظاهری
| سطح خشکی‌ها                     | ۱۴۹٬۰۰۰٬۰۰۰ کیلومترمربع برابر با ۵۷٬۵۱۰٬۰۰۰ مایل مربع، ۲۹٫۲٪ از سطح کل  |
| سطح آب‌ها                       | ۳۶۱٬۰۰۰٬۰۰۰ کیلومترمربع برابر با ۱۳۹٬۴۴۰٬۰۰۰ مایل مربع، ۷۰٫۸٪ از سطح کل |
| پیرامون زمین از روی مدار استوا | ۴۰٬۰۷۵ کیلومتر (۲۴۹۰۱ مایل)                                             |
| پیرامون نصف النهاری            | ۴۰٬۰۰۹ کیلومتر (۲۴۸۶۰ مایل)                                             |
| قطر نصف النهاری                | ۱۲٬۷۵۶٫۳ کیلومتر (۷۹۲۶٫۴ مایل)                                          |
| قطر قطبی                       | ۱۲٬۷۱۴ کیلومتر (۷۹۰۰ مایل)                                              |
| شعاع قطبی                      | ۶٬۳۵۶٫۸۹ کیلومتر (۳۹۴۹٫۹۹ مایل)                                         |
| حجم زمین                       | ۱٬۰۸۰٬۰۰۰٬۰۰۰٬۰۰۰ کیلومتر مکعب برابر با (۲۶۰٬۰۰۰٬۰۰۰٬۰۰۰ مایل مکعب)     |
| جرم                            | ۵٫۹۸ × ۱۰۲۴ کیلوگرم یا ۶٫۵۹۲ × ۱۰۲۱ تُن آمریکا                           |

## قاره‌ها و جمعیت
| اندازه          | اندازه      | اندازه |
| --------------- | ----------- | ------ |
| قاره            | مساحت (Km۲) | درصد   |
| جهان            | ۱۴۹٬۰۰۰٬۰۰۰ | ۱۰۰    |
| آفرو–اوراسیا    | ۸۴٬۵۸۰٬۰۰۰  | ۵۷     |
| اوراسیا         | ۵۴٬۲۱۰٬۰۰۰  | ۳۶     |
| آسیا            | ۴۳٬۸۱۰٬۰۰۰  | ۲۹     |
| قاره‌های آمریکا  | ۴۲٬۳۳۰٬۰۰۰  | ۲۸     |
| آفریقا          | ۳۰٬۳۷۰٬۰۰۰  | ۲۰     |
| آمریکای شمالی   | ۲۴٬۴۹۴٬۰۰۰  | ۱۶     |
| آمریکای جنوبی   | ۱۷٬۸۴۰٬۰۰۰  | ۱۲     |
| جنوبگان         | ۱۳٬۷۲۰٬۰۰۰  | ۹٫۲    |
| اروپا           | ۱۰٬۴۰۰٬۰۰۰  | ۷٫۰    |
| اقیانوسیه       | ۹٬۱۴۲٬۰۰۰   | ۶٫۰    |
| استرالیا (قاره) | ۸٬۵۰۰٬۰۰۰   | ۵٫۷    |
| استرالیا (قاره) | ۷٬۶۰۰٬۰۰۰   | ۵٫۱    |

| جمعیت انسان     | جمعیت انسان   | جمعیت انسان | جمعیت انسان   |
| --------------- | ------------- | ----------- | ------------- |
| قاره            | جمعیت تقریبی  | درصد        | چگالی (h/km۲) |
| جهان            | ۶٬۶۴۱٬۰۰۰٬۰۰۰ | ۱۰۰         | ۴۳٫۲۹         |
| آفرو–اوراسیا    | ۵٬۴۰۰٬۰۰۰٬۰۰۰ | ۸۴          | ۶۳٫۸۴         |
| اوراسیا         | ۴٬۵۱۰٬۰۰۰٬۰۰۰ | ۷۰          | ۸۳٫۱۹         |
| آسیا            | ۳٬۸۰۰٬۰۰۰٬۰۰۰ | ۵۹          | ۸۶٫۷۴         |
| آفریقا          | ۹۹۰٬۰۰۰٬۰۰۰   | ۱۴          | ۲۱٫۰۳         |
| قاره‌های آمریکا  | ۸۸۶٬۰۰۰٬۰۰۰   | ۱۴          | ۲۹٫۱۷         |
| اروپا           | ۷۷۰٬۰۰۰٬۰۰۰   | ۱۱          | ۷۰٫۱۵         |
| آمریکای شمالی   | ۵۱۵٬۰۰۰٬۰۰۰   | ۸٫۰         | ۲۸٫۸۷         |
| آمریکای جنوبی   | ۴۷۱٬۰۰۰٬۰۰۰   | ۵٫۸         | ۲۷٫۰۴         |
| اقیانوسیه       | ۴۰٬۸۰۰٬۰۰۰    | ۰٫۵۵        | ۳٫۴۴          |
| استرالیا (قاره) | ۳۰٬۰۰۰٬۰۰۰    | ۰٫۵         | ۳٫۲۸          |
| استرالیا (قاره) | ۲۳٬۰۰۰٬۷۸۶    | ۰٫۳         | ۲٫۴۷          |
| جنوبگان         | ۱٬۰۰۰         | ۰٫۰۰۲       | ~۰٫۰۰         |